# سرین/ترئونین پروتئین کیناز گیرنده‌ای
سرین/ترئونین پروتئین کیناز گیرنده‌ای (انگلیسی: Receptor protein serine/threonine kinase) نوعی آنزیم است که واکنش شیمیایی زیر را کاتالیز می‌کند:
ATP + [receptor-protein] {\displaystyle \rightleftharpoons } ADP + [receptor-protein] phosphate
در نتیجه، دو سوبسترای این آنزیم، آدنوزین تری‌فسفات و پروتئین گیرنده‌ای و دو محصول نهایی آن، آدنوزین دی‌فسفات و پروتئین گیرنده‌ای فسفاتی هستند.
فسفات